# Green Engineering Company
Green Engineering Company war ein US-amerikanischer Hersteller von Automobilen.

## Unternehmensgeschichte
Das Unternehmen wurde 1912 in Dayton in Ohio gegründet. Zunächst entstanden Motorenteile für andere Hersteller. 1920 begann die Produktion von Automobilen nach Kundenaufträgen. Der Markenname lautete CRG Special. Die Fahrzeugproduktion endete entweder 1920 oder in den frühen 1920er Jahren. Nach 1929 verliert sich die Spur des Unternehmens.

## Fahrzeuge
Das einzige Modell hatte einen Vierzylindermotor mit vielen Teilen aus eigener Fertigung. Das Fahrgestell hatte 305 cm Radstand. Die Höchstgeschwindigkeit war mit 96 km/h angegeben.